# Џон Куч Адамс
Џон Куч Адамс (енгл. John Couch Adams, 5. јун 1819 – 21. јануар 1892) био је британски математичар и астроном.
Адамс је рођен у Ланисту, близу Лондона у Корнволу, а умро је у Кембриџу.
Његово најпознатије достигнуће јесте предвиђање постојања и позиције Нептуна, користећи се само математиком. Прорачуни су извршени ради објашњења неслагања у орбити Урана и Кеплеровог и Њутновог закона. У исто време, али без међусобног знања, исте прорачуне је извршио и Урбан ле Верије. Ле Верије би послао своје координате астроному берлинске опсерваторије, Јохану Готфриду Галу, који је потврдио постојање планете 23. септембра 1846. године, нашавши је у оквиру једног степена удаљености од Ле Веријеове предвиђене локације.
Био је Лоундин професор на универзитету Кембриџ од 1859. године, па све до своје смрти. Освојио је златну медаљу Краљевског астрономског друштва 1866. године. Године 1859. је присуствовао интернационалној Меридијан конференцији као делегат Велике Британије.
Кратер на Месецу је заједнички назван по њему, Валтеру Сиднеју Адамсу и Чарлсу Хичкоку Адамсу. Најпознатији прстен Нептуна и астероид 1996 Адамс су такође названи по њему. Награда Адамс, коју додељује Универзитет Кембриџ, основана је у спомен његовог предвиђања положаја Нептуна. Његова лична библиотека је потхрањена у библиотеци Универзитета Кембриџ.

## Детињство и младост
Адамс је рођен у Линдкоту, на фарми у Ланисту, у близини Лонстона у Корнволу, као најстарији од седморо деце. Његови родитељи били су Томас Адамс (1788–1859), сиромашни земљопоседник, и његова жена, Табита Книл Грилс (1796–1866). Били су побожни чланови Методистичке цркве који су волели музику, и међу Џоновом браћом, Том је постао мисионар, Џорџ фармер, а Вилијам Грилс Адамс је постао професор природне филозофије и астрономије на Кингс колеџу у Лондону. Табита је била ћерка фармера, али је стекла основно образовање захваљујући Џону Кучу, свом стрицу, чију је малу библиотеку и наследила. Џона су још од малих ногу занимале књиге о астрономији.
Џон је похађао сеоску школу у Лејнисту, где је стекао основна знања грчког језика и алгебре. Затим је од дванаесте године похађао приватну школу у Девонпорту, где је стекао класична знања, мада је на своју руку изучавао математику, учећи у библиотеци механичког института у Девонпорту и читајући Рисову екциклопедију и Флуксеве Семјуела Винса. Посматрао је Халејеву комету 1835. године из Ландалфа, те је наредне године почео да спроводи своје личне астрономске прорачуне, предвиђања и опсервације, финансирајући се кроз давање приватних часова.
Године 1836, његова мајка је наследила мало имање у Бадхарлику, те су га родитељи послали на Кембриџ. У октобру 1839. године је постао студент у радном односу на колеџу Сент Џон у Кембриџу, где је стекао диплому основних студија 1843. године као један од најбољих студената математике и први добитник Смитове награде.

## Откриће Нептуна
Године 1821, Алексис Бовард је објавио астрономске табеле орбите Урана, предвиђајући будуће положаје према Њутновим законима о кретању и гравитацији. Постепене опсервације су откриле знатна одступања од табела, што је Боварда навело да изведе хипотезе о одређеном телу које утиче на кретање. Адамс је знао о тим одступањима док је још увек био студент, и био је потпуно убеђен у легитимност теорије о телу које утиче на кретање. Адамс је сматрао, упркос свему што је претходно покушао, да би могао да користи уочене податке о Урану, и користећи само Њутнов закон о гравитацији, да дедукује масу, позицију и орбиту тела које утиче на кретање. Датума 3. јула 1841. године је забележио своју намеру да се позабави овим проблемом.
Након полагања завршних испита 1843. године, Адамс је изабран за стручног сарадника свог колеџа, те је летњи распуст провео у Корнволу, рачунајући првих шест итерација. Док је радио на решавању овог проблема у Кембриџу, држао је часове студентима, а новац је слао кући да би школовао своју браћу.
Наводно, Адамс је усклађивао свој рад са Џејмсом Чалисом, директором опсерваторије Кембриџ, половином септембра 1845. године, али постоје одређене контроверзе што се начина усклађивања тиче. Дана 21. октобра 1845. године Адамс је, у повратку са одмора у Корнволу, без претходно заказаног договора, два пута звао краљевског астронома Џорџа Бидела Ерија у Гриничу. Не нашавши га код куће, Адамс је по општој претпоставци оставио рукопис свог решења, опет без детаљних прорачуна. Ери је одговорио Адамсу писмом у којем је тражио додатна објашњења. Међутим, Адамс му никада није одговорио. Постоје бројне теорије о томе зашто Адамс није одговорио, као што су нервоза, одуговлачење и неодговорност.
У међувремену, Урбан ле Верије је 10. новембра 1845. године представио Академији наука у Паризу меморандум о Урану, показујући да је већ постојећа теорија изоставила спомињање његовог кретања. Читајући Ле Веријеове мемоаре, Ери је био изненађен овом коинциденцијом, те је покренуо очајничку трку за приоритет Енглеске у проналажењу ове планете. Потрага је покренута тешким методом 29. јула те године. Тек након што је откриће Нептуна објављено 23. септембра 1846. године у Паризу, постало је очигледно да је Нептун уочен 8. и 12. августа, али због Чалисове застареле звездане мапе није препознат као планета.
Настала је велика контроверза у Француској и Енглеској о заслугама ова два астронома. Како су чињенице постале познате, настало је широко прихваћено признање да су оба астронома самостално решила проблем Урана, те су обојица добила једнака признања. Међутим, појавиле су се накнадне тврдње "да су Британци украли Нептун", те да су Адамсу његови британски савременици дали више признања него што је он заслужио. Такође, забележено је да је и сам Адамс јавно признао Ла Веријеу приоритет и заслуге у делу "О сметњана Урана" Краљевском астрономском друштву 1846. године:-
 Помињем ове датуме само да бих показао да су моји резултати нађени самостално, и пре публикације резултата господина Ла Веријеа, а не ради мешања у његове искрене тврдње да је он заслужан за ово откриће;  јер нема сумње да су његова истраживања прва објавњена свету, те да су одвеле ка стварном откривању планете од стране доктора Гала, и чињенице претходно утврђене не могу ни најмање умањити заслуге господина Ле Веријеа. — Џ. К. Адамс (1846)
Адамс није био огорчен према Чалису или Ерију, те је признао своју кривицу да би убедио астрономски свет:
  Нисам, међутим, могао да очекујем да ће школовани астрономи, који су већ били врло заузети важним истраживањима имати поверења у резултате мојих истраживања у мери у којој сам ја имао. 

## Адамсов начин рада
Његова сарадња са колеџом Сент Џон се завршила 1852. године, пошто постојећи статут није дозволио његово поновно бирање. Међутим, колеџ Пемброк, који је био слободнији, изабрао га је за сарадника наредне године, на којој позицији је остао до краја свог живота.
Упркос слави стеченој радом о Нептуну, Адамс се такође бавио и врло важним истраживањима на тему гравитационалне астрономије и земљаног магнетизма. Био је врло вешт у нумеричким прорачунима, често правећи врло важне ревизије доприноса његових претходника. Међутим, био је "врло нетакмичарског духа, нерадо је објављивао несавршене радове ради отпочињања дебате или тврдње приоритета, против разговора о свом раду, и забораван што се практичних ствари тиче". Поменуто је да су ово симптоми Аспергеровог синдрома који би такође одговарали и репетитивном понашању и ограниченим интересовањима који су потребни за израђивање прорачуна о Нептуну, поред његових потешкоћа у личној интеракцији са Чалисом и Еријем.
Године 1852, објавио је нове и тачне табеле месечеве паралаксе, које су потиснуле табеле Јохана Карла Буркарда, те је пружио исправке теоријама Мари-Шарл Дамоисоа, Ђованија Антонија Амедеа Плане и Филипа Густава Дулсета.
Надао се да ће моћи да искористи свој рад да би добио посао као надређени у Краљевској Наутичкој Алманак канцеларији, али је посао ипак добио Џон Расел Хинд, узевши у обзир Адамсов мањак способности организације и администрације.

## Лунарна теорија — Секуларно убрзање Месеца
Још од древних времена, Месечев средњи курс кретања у односу на звезде је третиран као константа, али је 1695. године Едмонд Хејли предложио да се овај средњи курс полако увећава. Касније, током 18. века, Ричард Дантхорн је проценио да курс износи +10" (арксекунде/век2) у смислу резлтирајуће разлике у лунарној лонгитуди, ефекат који је касније постао познат по имену "секундарно убрзање Месеца". Пјер-Симон Лаплас је пружио 1787. године једно објашњење ексентричности земљине орбите. Узео је у обзир радијалну силу гравитације на Месецу, од Сунца и Земље, али је остао привржен историјским записима опсервације.
Године 1820, на инсистирање Академије наука у Паризу, Дамоисо, Плана и Франческо Карлини су се поново посветили Лапласовом раду, испитујући квадратне и термине вишег реда који утичу на кретање, те су добили сличне резултате опет се односећи једино на радијалну, а занемарујући тангентну гравитациону силу на Месецу. Хансен је добио сличне резултате 1842. и 1847. године.
Године 1853, Адамс је објавио рад који приказује да док тангентни термини у првобитној Лапласовој теорији нестају, они постају важни и квадратни термини када су пријављени. Мали термини убачени временом су почели да имау велики утицај, те је Адамс закључио да је Плана преценио секуларно убрзање око 1.66" по веку.
У почетку, Ле Верије је одбацио Адамсове резултате. Године 1856, Плана је прихватио Адамсове закључке, тврдећи да је поново прегледао своје анализе и дошао до истих закључка. Међутим, убрзо се повукао, објавивши трећи резултат који се разликовао од Адамсових и Планиних ранијих радова. Деланеј је 1859. године прорачунао термин четвртог реда и дуплирао Адамсов резултат, што је навело Адамс да објави своје личне прорачуне за термине петог, шестог и седмог реда. Адамс је тада прорачунао да је само 5.7" од уочених 11" под утицајем ефекта гравитације.
Касније те године, Филип Густав Дусет и Комт де Понтекулант су објавили тврдњу да тангентна снага не може имати никакав утицај, иако је Питер Андреас Хансен, који је, изгледа, себе поставио на позицију арбитара, изјавио да терет доказивања лежи на Понтекуланту, док је жалио потребу за откривањем даљег утицаја да би се утврдила равнотежа. Велика контроверза је била концентрисана око конвергенције експанзије серије снага које су коришћене и, 1860. године, Адаамс је дуплирао своје резултате, те се Плана напокон сложио. Адамсов став је на крају прихваћен и даље развијен, што му је донело Златну медаљу Краљевског астрономског друштва 1866. године. Необјашњено скретање се сматра да је настало услед плиме убрзања.
Године 1858. Адамс је постао професор математике на Универзитету Сент Ендруз, али је предавао само један кратак период, да би се вратио на Кембриџ, где је преузео катедру за астрономију и геометрију. Две године касније је наследио Чалиса као директор опсерваторије Кембриџ, где је и остао све до смрти.

## Леониди
Велика метеорска киша новембра 1866. године је Адамсу скренула пажњу на Леониде, чија је могућа путања и периода већ била помињана и предвиђана од стране Хјуберта Енсона Њутна 1864. године. Њутн је тврдио да се лонгитуда узлазног чвора, која је обележавала место где ће се догодити метеорска киша повећавала и да је проблем објашњења ове варијације привукао неке од европских најистакнутијих астронома..
Користећи се снажном и разрађеном анализом, Адамс је утврдио да ово јато метеора, које припада сунчевом систему, прелази продужену елипсу у периоду од 33.25 године, и предмет је дефинитивне пертурбације од стране већих планета, Јупитера, Сатурна и Урана. Ови резултати су објављени 1867. године.
Неки научници сматрају ово Адамсовим најважнијим достигнућем. Његова "дефинитивна орбита" Леонида се поклопила са орбитом комете 55П/Темпел-Татл и стога је предложена, а затим и широко прихваћена уска веза између комета и метеора.

## Каснија каријера
Десет година касније, Џорџ Вилијам Хил је описао нов и елегантан метод за бављење проблемом лунарног кретања. Адамс је укратко објавио свој лични необјављени рад на исту тему, који је, пратећи паралелан ток, потврдио и допунио Хилов рад.
Током периода од четрдесет година, периодично се бавио одређивањем константа у теорији Карла Фридриха Гауса о земљаном магнетизму. Опет, прорачуни су захтевали врло озбиљан рад, и нису објављени за његова живота, већ су редиговани од стране његовог брата, Вилијама Грилса Адамса, те се појављују у другом тому "Научних радова". Нумеричко рачунање овог типа може се скоро описати као разонода за њега. Израчунао је Улер-Масчерони константу све до 236. децимале, те је одредио Бернулијеве бројеве све до 62. децимале
Адамс се дубоко дивио Њутну и његовим списима, и многи његови радови приказују утицај Њутнове мисли. Године 1872. је Исак Њутн Валуп, пети Ерл Портсмаута донирао своју приватну колекцију Њутнових списа универзитету Кембриџ, а Адамс је у садарњи са сер Џорџом Строуксом преузео на себе задатак уређивања материјала и њихово објављивање у виду каталога 1888. године.
Понуђено му је место краљевског астронома 1881. године, али је он више волео да настави да се бави предавањем и истраживањем на Кембриџу. Био је британски делегат на интернационалној Меридијан конференцији у Вашингтону 1884. године, када је такође присуствовао и састанцима Британске асоцијације у Монтреалу и Америчке асоцијације у Филаделфији.

## Награде
- 1847. године је стекао репутацију да му је понуђено витештво током посете краљице Викторије Кембриџу, али је он одбио, да ли због скромности,[2] или из страха од финансијских последица такве социјалне разлике.;[3]
- 1847. године је постао почасни члан Америчке академије уметности и наука;[19]
- 1848. године је добио Копли медаљу Краљевског друштва;[2]
- 1848. године је основана Адамсова награда од стране чланова Сент Џон колеџа да би била додељивана бијенално за најбољи трактат на неку математичку тему;[2]
- 1849. године је изабран за сарадника Краљевског друштва Лондона и за почасног сарадника Краљевског друштва Единбурга
- 1851. и 1874. године је изабран за председника Краљевског астрономског друштва (1851–1853 и 1874–1876).[2]

## Породица и смрт
Након пет година здравље му је ослабило, и након дуге болести умро је у опсерваторији Кембриџ 21. јануара 1892. године и сахрањен је у близини своје куће на Сент Џил гробљу, данас гробље у Кембриџу. Године 1863. се оженио Елајзом Брус (1827–1919) из Даблина која га је надживела, а после смрти је сахрањена са њим.

## Меморијали
- Меморијал у Вестминстерској опатији са портретом у медаљону; Алберт Брус-Џој;[2]
- Биста у сали колеџа Сент Џон; Алберт Брус-Џој;[2]
- Биста у Краљевском астрономском друштву;[2]
- Портети у Пемброк колеџу (Хјуберт вон Херкомер)[2] и на колеџу Сент Џон (Пол Рафаел Монторд);[2]
- Меморијална табла са натписом Надбискупа Бенсона у катедрали Труро;[2]
- Пасмор Едвардс је подигао јавни институт у његову част у Лонстону, близу његовог родног места.[2]
- Адамс Нунатак је камена површина на Нептуновом глечеру на острву Александар на Антарктику.